# فيونا رينولدز
فيونا رينولدز (بالإنجليزية: Fiona Reynolds)‏ هي مديرة أكاديمية بريطانية، ولدت في 29 مارس 1958 في Alston, Cumbria ‏ في المملكة المتحدة.